# Lastmomentsperre
Lastmomentsperren gehören zu den drehrichtungsabhängig selbsttätig schaltenden Kupplungen und dienen bspw. in der Antriebstechnik dazu, ein Torsionsmoment in eine Kraftflußrichtung zu übertragen, jedoch Momente aus der Gegenrichtung zu blockieren. 
Je nach Bauart erlaubt die Lastmomentsperre bspw. dem Antrieb eine Drehmomenteinleitung sowohl in linker als auch rechter Antriebsdrehrichtung. Steht der Antrieb still und eine Last am Abtrieb versucht
ein Rückstellmoment in beliebiger Drehrichtung durch den Antriebsstrang zu schicken, blockiert die Lastmomentsperre, ähnlich wie bei einem Freilauf, eine rückstellende Drehbewegung.
Eingesetzt werden Lastmomentsperren bspw. bei Stellantrieben.
Hier sorgen sie dafür, dass Rückstellkräfte aus den Armaturen nicht weitergeleitet werden und somit die eingestellte Armaturposition erhalten bleibt.